# آيت يدين
قبائل ايت يدين (بالإنجليزية: Aït Yadine)‏ جماعة قروية مغربية بإقليم الخميسات. تبعد عن مركز الخميسات بحوالي 20 كلم باتجاه مدينة سيدي سليمان، وينحدر بنو يادين هؤلاء إلى قبائل زناتة.
وكانت جماعة ايت يدين تتوفر على قيادة مركزية تسمى «قيادة مصغرة وايت يدين» لتنقسم بعد ذلك إلى قيادتين «قيادة ايت يدين» الاقرب إلى مدينة الخميسات و«قيادة مصغرة» تبعد عنها بحوالي 15 كلم باتجاه سيدي سليمان، وتعتمد ساكنة ايت يدين في نشاطها الاقتصادي على الزراعة وتربية المواشي، ويبلغ تعدادها 19.461 نسمة (إحصاء 2014).